# Боровое (Чебаркульский район)
Боровое — деревня в Чебаркульском районе Челябинской области России. Входит в состав Сарафановского сельского поселения.

## География
Деревня находится в центральной части Челябинской области, в лесостепной зоне, на южном берегу озера Чебаркуль, к северу от федеральной автотрассы М5, на расстоянии примерно 2 километров (по прямой) к югу от города Чебаркуль, административного центра района. Абсолютная высота — 328 метров над уровнем моря.
Часовой пояс
Деревня Боровое, как и вся Челябинская область, находится в часовой зоне МСК+2. Смещение применяемого времени относительно UTC составляет +5:00.

## Население
| 2002 | 2010 |
| ---- | ---- |
| 629  | ↗747 |

Гендерный состав
По данным Всероссийской переписи населения 2010 года в гендерной структуре населения мужчины составляли 47,9 %, женщины — соответственно 52,1 %.
Национальный состав
Согласно результатам переписи 2002 года, в национальной структуре населения русские составляли 94 %.

## Улицы
Уличная сеть деревни состоит из 18 улиц, 1 переулка и 1 бульвара.